# 中国2010年上海世界博览会阿根廷馆
中国2010年上海世界博览会阿根廷馆是2010年上海世博会上代表阿根廷的展馆，位于世博园区C片区，占地面积2000平方米。阿根廷馆的主题为“阿根廷独立两百周年纪念：人文与城市建设成就礼赞”。
阿根廷馆由户外与馆内两部分组成。户外是休闲用的绿色空间，而展馆内则展示有阿根廷饮食文化与探戈文化等文化艺术，以及阿根廷独立200年以来走过的城市化道路。展馆中还设有面积达200平方米的美食区，其中提供了阿根廷热狗等传统美食。